# Norsko na Letních olympijských hrách 1924
Norsko na Letních olympijských hrách 1924 ve francouzské Paříži reprezentovalo 62 sportovců, z toho 60 mužů a 2 ženy. Nejmladším účastníkem byl Haakon Hansen (17 let, 189 dní), nejstarším pak Harald Natvig (52 let, 26 dní). Reprezentanti vybojovali 10 medailí, z toho 5 zlatých, 2 stříbrné a 3 bronzové.

## Medailisté
| Medaile | Jméno                                                                                 | Sport             | Disciplína                                     |
| ------- | ------------------------------------------------------------------------------------- | ----------------- | ---------------------------------------------- |
| Zlato   | Otto von Porat                                                                        | Box               | Muži Heavyweight                               |
| Zlato   | Eugen Lunde Christopher Dahl Anders Lundgren                                          | Jachting          | Muži 6 m class                                 |
| Zlato   | Rick Bockelie Harald Hagen Ingar Nielsen Carl Ringvold                                | Jachting          | Muži 8 m class                                 |
| Zlato   | Ole Lilloe-Olsen                                                                      | Sportovní střelba | Muži 100 m running deer, double shots          |
| Zlato   | Einar Liberg Ole Lilloe-Olsen Harald Natvig Hans Nordvik Otto Olsen Oluf Wesmann-Kjær | Sportovní střelba | Muži 100 m running deer, single shot           |
| Stříbro | Henrik Robert                                                                         | Jachting          | Muži třída Finn                                |
| Stříbro | Einar Liberg Ole Lilloe-Olsen Harald Natvig Hans Nordvik Otto Olsen Oluf Wesmann-Kjær | Sportovní střelba | Družstvo mužů 100 m running deer, double shots |
| Bronz   | Sverre Hansen                                                                         | Atletika          | Muži skok do dálky                             |
| Bronz   | Otto Olsen                                                                            | Sportovní střelba | Muži 100 m running deer, single shot           |
| Bronz   | Sverre Sörsdal                                                                        | Box               | Muži Light heavyweight                         |